# 普魯士東方鐵路
普魯士東方鐵路（德語：Preußische Ostbahn）是一條普魯士王國的鐵路，後來成為德國的鐵路，直至1918年為止。主線約長740公里，連接首都柏林、但澤（格但斯克）及柯尼斯堡（加里寧格勒）。鐵路直達Eydtkuhnen（車爾尼雪夫斯科耶），是德意志帝國與俄羅斯帝國的邊界。鐵路首段在1851年啟用，並在1860年到達Eydtkuhnen。到了1880年3月，總長已達2210公里，南側一條平行路線經布龍貝格（比得哥什）、托倫至因斯特堡。此線是後來成為普魯士國家鐵路的第一個部分。